# خوان هوبرغ
خوان هوبرغ (بالإسبانية: Juan Eduardo Hohberg)‏ مواليد 19 يونيو 1926 في قرطبة - الوفاة 30 أبريل 1996 في ليما، بيرو، هو مدرب ولاعب كرة قدم أرجنتيني سابق كان يلعب في مركز الهجوم. سبق له أن لعب في كأس العالم لكرة القدم مع منتخب بلاده.

## المسيرة الاحترافية
بدأ هوبرغ مسيرته المهنية في اللعب عام 1946 مع سنترال قرطبة قبل انضمامه إلى روزاريو سنترال في عام 1947.
في عام 1948 انتقل هوبرغ إلى الأوروغواي للانضمام إلى نادي بينارول حيث أنه لم يلعب حتى عام 1959. فاز بينارول بستة ألقاب في الدوري خلال فترة وجوده مع النادي.
في نهاية مسيرته الكروية، لعب مع نادي راسينغ مونتيفيديو ونادي ديبرتيفو كوكوتا في كولومبيا.

### أندية لعب لها
- روزاريو سنترال
- بنيارول
- نادي راسينغ مونتيفيديو

## المسيرة الدولية
سجل هوبرغ ثلاثة أهداف كمهاجم لمنتخب أوروغواي لكرة القدم في كأس العالم 1954 في سويسرا، بما في ذلك هدفين في واحدة من أكثر مباريات كأس العالم إثارة على الإطلاق، نصف النهائي مع المجر. هدفه الثاني في الدقيقة 86 من تلك المباراة ذهب بالمباراة إلى الوقت الإضافي، حيث نجحت المجر أخيرًا بالفوز 4-2 بعد هدفين للاعب ساندور كوتشيس.

## الإدارة والتدريب
كان هوبرغ مدرب أوروغواي في كأس العالم 1970 في المكسيك، وحصل مع الفريق على المركز الرابع.
في بيرو، قام بتدريب ديبورتيس وفاز ببطولة بيرو عام 1974، وأليانزا ليما الذي فاز باللقب في 1977 و1978. أيضا، كان مدربا لبلدية ديبورتيفو.

## الأسرة
لاعب كرة القدم البيروفي أليخاندرو هوبرغ هو حفيده.

## روابط خارجية
- خوان هوبرغ على موقع الاتحاد الدولي (مؤرشف)  (الإنجليزية)
- خوان هوبرغ على موقع الاتحاد الأوربي (الإنجليزية)
- خوان هوبرغ على موقع قاعدة بيانات كرة القدم.إي يو (الإنجليزية)
- خوان هوبرغ على موقع ناشيونال فوتبول تيمز (الإنجليزية)
- خوان هوبرغ على موقع عالم كرة القدم.نت (الإنجليزية)

- Profile على موقع واي باك مشين (نسخة محفوظة September 29, 2007) باللغة الألمانية